# Håkan Anderson

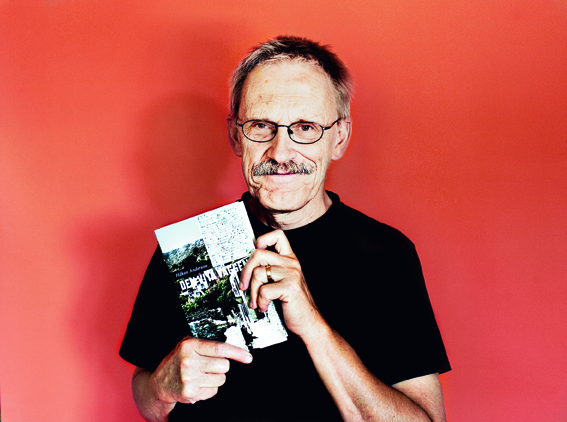
Håkan Anderson

Håkan Anderson, född 1945, är en svensk författare bosatt i Klintehamn på Gotland. Han är mest känd för den kritikerrosade romanen Breven som utgavs på Albert Bonniers Förlag 2004. Han var tidigare högstadielärare i svenska, engelska och samhällsorienterande ämnen på Klintehamnsskolan, men valde att pensionera sig cirka ett år efter att hans andra roman, Om en ensamstående herre, blivit utgiven för att helt ägna sig åt sitt författarskap. 2009 utkom hans tredje kritikerrosade roman, Den vita väggen. Trots de goda recensioner Andersons böcker erhållit, har de nått en liten läskrets.
Kännetecknade för Andersons romaner är den labyrintartade strukturen där olika berättelser långsamt och metodiskt växer fram och vävs samman. Huvudpersonerna är återkommande i de olika romanerna och förbinds med varandra genom forskaruppdrag som de sänder emellan sig. Anderson själv liknar sina romaner vid symfonier och låter intrigerna expandera från en central kärna. Vidare kombinerar han spännings- och kärleksromanens ingredienser med filosofiska och kulturhistoriska betraktelser. De viktigaste händelserna i romanerna är färgade av andra världskriget och efterkrigstiden. Håkan Anderson har liknats vid bland annat författare som Eyvind Johnson, Marcel Proust och Vladimir Nabokov.

### Skönlitteratur
- Breven (2004)
- Om en ensamstående herre (2007)
- Den vita väggen (2009)
- Ansatsernas bok (2011)
- Det fanns en pojke (2016)
- Siemensrullen (2022)

### Fakta
- Draken med den kluvna tungan (1994)
- Landskapets lycka (2005)
- Brittiskt allehanda (2017)

## Priser och utmärkelser
- Signe Ekblad-Eldhs pris 2009
- Gotlands Tidningars Kulturpris 2009
- Nominerad till Tidningen VI:s litteraturpris 2009
- Albert Bonniers stipendiefond för yngre och nyare författare 2010
- Stipendium ur Lena Vendelfelts minnesfond 2016
- Samfundet De Nios Vinterpris 2020